# Brian George
Pour les articles homonymes, voir George.
Brian George est un acteur israélien né en juillet 1952 à Jérusalem.

## Filmographie
- 1982 : Paul et les jumeaux (The Edison Twins) (série télévisée) : Sergent Paganee
- 1984 : Le Duel des héros (Draw!) (TV) : Bandido
- 1985 : Les Bisounours, le film (The Care Bears Movie) : Voix additionnelles (voix)
- 1985 : MASK (série télévisée) : Lester Sludge, Ali Bombay (voix)
- 1986 : The Real Ghostbusters (série télévisée) : Voix additionnelles (voix)
- 1987 : Boire et Déboires (Blind Date) de Blake Edwards : Maitre d'
- 1987 : Roxanne : Dr Dave Schepsi
- 1988 : Palais Royale : Gus
- 1989 : I, Martin Short, Goes Hollywood (TV) : Maitre D'
- 1989 : Speed Zone! : Valentino Rosatti
- 1990 : The Phoenix (voix)
- 1990 : Martians Go Home : Aide du Président
- 1990 : Capitaine Planète (Captain Planet and the Planeteers) (série télévisée) : Voix additionnelles (voix)
- 1991 : Seinfeld - Saison 3, Episode 7 (Le Q.I ou The Cafe) : Babu Bhatt
- 1992 : Super Dave: Daredevil for Hire (en) (série télévisée) : Varié (voix)
- 1992 : Porco rosso (Kurenai no buta) : Voix additionnelles
- 1993 : Seinfeld - Saison 4, Episode 14 (L'avocate ou The visa) : Babu Bhatt
- 1993 : Sacré Robin des Bois (Robin Hood: Men in Tights) : Dungeon Maitre d'
- 1994 : Beethoven (série télévisée) : Voix additionnelles (voix)
- 1994 : Bloodfist V: Human Target : Officier U.S.
- 1994 : Pom Poko : Kincho
- 1995 : Here Come the Munsters (TV) : officier de l'Immigration
- 1996 : Superman: The Last Son of Krypton (TV) (voix)
- 1996 : Road Rovers (série télévisée) : Lieutenant Skeam (voix)
- 1997 : Austin Powers (Austin Powers: International Man of Mystery) : Secrétaire de l'ONU
- 1998 : Bob et Margaret ("Bob and Margaret") (série télévisée) : Bob Fish (2001-) (voix)
- 1998 : Looking for Lola : Directeur du spectacle
- 1998 : Batman et Mr Freeze : Subzero (vidéo) de Boyd Kirkland (en) : Voix additionnelles (voix)
- 1998 : Ground Control : Shamaal
- 1999 : Inspecteur Gadget (Inspector Gadget) : Swami
- 1999 : Molly : Directeur
- 1999 : Batman Beyond: The Movie (TV) : Samir (voix)
- 2000 : Au nom d'Anna (Keeping the Faith) : Paulie Chopra
- 2000 : Manigance (The Prime Gig) : Nasser
- 2000 : Murder at the Cannes Film Festival (TV) : Sgt. Gaby
- 2001 : Galaxie Lloyd ("Lloyd in Space") (série télévisée) : Station (voix)
- 2001 : Ghost World : Sidewinder Boss
- 2001 : Bubble Boy : Pushpop
- 2001 : Beyond the City Limits : Réparateur de télévision
- 2001 : Ghost World (film) : Sidewinder Boss
- 2002 : En direct de Bagdad (Live from Baghdad) (TV) : Al Rasheed Manager
- 2002-2007 : Kim Possible (TV) : Duff Killagan (voix)
- 2003 : Kim Possible : La Clé du temps (TV) : Duff Killagan (voix)
- 2004 : Un soupçon de rose (Touch of Pink) : Hassan
- 2004 : Traffic (feuilleton TV) : Kahn
- 2005 : Dirty Love : Rajul
- 2006 : Employés modèles : Iqbal
- 2006 : Les frères Scott : Daoud, chauffeur de taxi
- 2007-2019 : The Big Bang Theory : M. Koothrappali
- 2008 : Star Wars: The Clone Wars
- 2010 : The Mentalist  S02E16: Le professeur
- 2013 : Hôtel Transylvanie : Armure
- 2019 : Batman vs. Teenage Mutant Ninja Turtles de Jake Castorena : Alfred Pennyworth (voix)
- 2023 : Merry Little Batman de Mike Roth : le Pingouin (voix)
- Depuis 2023 : Captain Fall (en) : Becker